# Louis Mathias
Louis Mathias SDB (* 20. Juli 1887 in Paris; † 3. August 1965 in Legnano) war ein französischer Ordenspriester und römisch-katholischer Erzbischof.

## Leben
Seine Familie ging nach Tunis, wo Louis Mathias die Salesianer kennenlernte und ihre Schule besuchte. Vom Geist Don Boscos angezogen, trat er in Catania in die Ordensgemeinschaft der Salesianer Don Boscos ein und legte 1905 die Ordensgelübde ab. Nachdem er seine philosophischen und theologischen Studien absolviert hatte, wurde er am 20. Juli 1913 zum Priester geweiht. Er kehrte zunächst nach Sizilien zurück, wurde aber während des Ersten Weltkrieges 1916 in die französische Armee einberufen. 1918 wurde er Kriegsgefangener. Nach dem Ende des Krieges nahm er seinen Dienst wieder auf. 
1921 wurde er von seinen Ordensoberen als Leiter einer salesianischen Missionsexpedition nach Indien bestimmt, wo er im damaligen Assam bei den Garo und den Khasi als Missionar wirkte (heutiger indischer Bundesstaat Meghalaya). Am 15. Dezember 1922 wurde er von Papst Pius XI. zum Präfekten von Assam in Indien ernannt. Gleichzeitig war er ab 1926 Provinzial der nordindischen Provinz seiner Ordensgemeinschaft. Während seiner Provinzialszeit wurde ein Noviziat, ein philosophisches und theologisches Studentat, eine Berufsschule und ein universitäres Kolleg errichtet. 
Am 9. Juli 1934 bestimmte ihn Papst Pius XI. zum Bischof des aus dieser Präfektur gebildeten Bistums Shillong. Mathias wurde am 10. November 1934 durch Erzbischof Ferdinand Périer SJ und den Mitkonsekratoren Alfredo Le Pailleur CSC und Giovanni Battista Anselmo PIME zum Bischof geweiht. Am 25. März 1935 wurde er als Nachfolger seines verstorbenen Mitbruders Claude Eugène Méderlet SDB in das Erzbistum Madras transferiert, wo er das „Casa della Misericordia“ und weitere Einrichtungen gründete. 1937 organisierte er in Madras den ersten Nationalen Eucharistischen Kongress. Sein Erzbistum wurde schließlich am 13. November 1952 zum Erzbistum Madras-Mylapore erweitert. 
Mathias nahm an den ersten drei Sitzungsperioden des Zweiten Vatikanischen Konzils teil. Während seiner letzten Lebensjahre schrieb er seine Memoiren Quarant’anni di missione in India. Er starb während einer Reise in die Schweiz, kurz vor der vierten Sitzung des Konzils.

## Werke
- Quarant’anni di Missione in India. Memorie di Monsignore Luigi Mathias. Turin 1965.